# Salimbeni (famiglia)
I Salimbeni furono un'antica famiglia di Siena, schierata inizialmente dalla parte dei ghibellini e acerrima nemica dei Tolomei.

## Storia

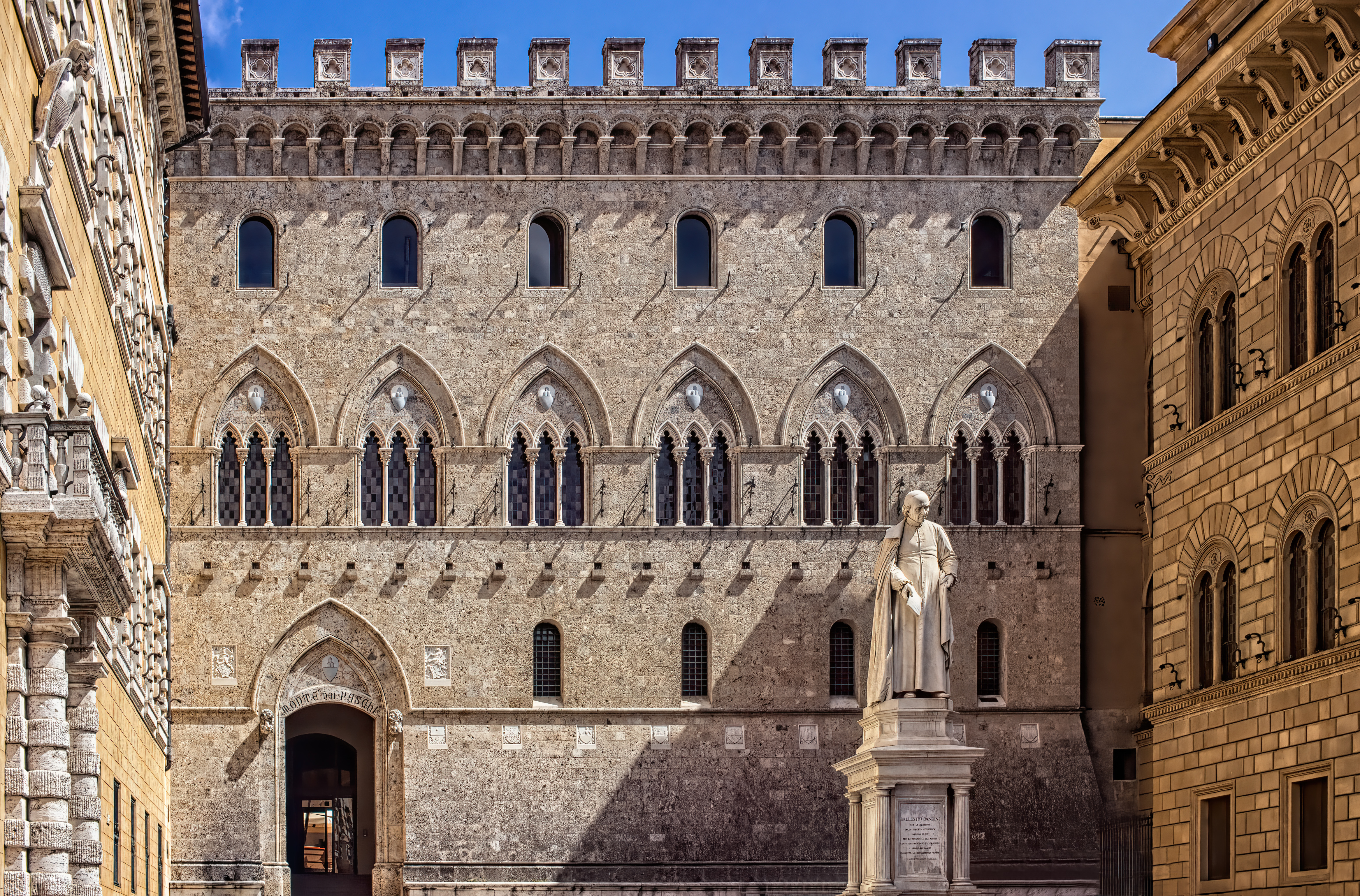
Palazzo Salimbeni, oggi sede di Monte dei Paschi

Famiglia di grande rilevanza politica ed economica nella Siena dei secoli XIII e XIV, si arricchì con il commercio del grano e delle spezie in Maremma. Il capostipite è considerato un Giovanni vissuto in Vallerozzi nel Duecento, anche se alcuni storici del passato fanno discendere la famiglia da un leggendario Salimbene che partecipò nel 1097 alla prima crociata, con un contingente di circa mille senesi capeggiati da Bonifazio Gricci, e nel 1098 alla conquista di Antiochia di cui sarebbe poi stato nominato patriarca rifiutando l'incarico.
A Siena e dintorni i Salimbeni furono in possesso di numerosi castelli, palazzi e torri. La sede principale della famiglia fu, fino all'inizio del Quattrocento, il Castellare oggi conosciuto come Rocca Salimbeni, sede di Banca Monte dei Paschi. 
L'accesa rivalità con i Tolomei degenerò spesso in lotte sanguinose. Il ramo principale si estinse nel XVI secolo. È sopravvissuto un ramo secondario tuttora fiorente, i Bartolini Salimbeni, che si formò con Bartolino Salimbeni emigrato nel XIV secolo a Firenze.

## Membri illustri
- Niccolò dei Salimbeni, vissuto nel Duecento;
- Stricca di Giovanni de' Salimbeni, podestà di Bologna nel 1276 e capitano del popolo della stessa città nel 1286, citato da Dante Alighieri;
- Elisabetta Salimbeni, sposò Guido I Aldobrandeschi, sesto conte di Santa Fiora;
- Antonia Salimbeni († 1411), prima moglie del condottiero Giacomo Attendolo;
- Lisa de' Salimbeni, madre di Cecco Angiolieri e moglie del banchiere e cavaliere Messer Angioliero.